# ماركو كراليفيتش
ماركو كراليفيتش هو لاعب كرة قدم ومدرب كرة قدم كرواتي في مركز الوسط، ولد في 1 نوفمبر 1965 في دوسلدورف في ألمانيا. لعب مع باليستيير خالسا ونادي أوسييك ونادي تامبينس روفرز ونادي كلنتن.